# Tanggel (Winong)
Tanggel is een bestuurslaag in het regentschap Pati van de provincie Midden-Java, Indonesië. Tanggel telt 1245 inwoners (volkstelling 2010).